# The Long Run
Albums de The Eagles
Hotel California
(1976) Eagles Live
(1980)
The Long Run est le sixième album studio du groupe rock américain The Eagles. Il est sorti le 24 septembre 1979 sur le label Asylum Records et comprend 10 titres. C'est le premier album avec le nouveau bassiste Timothy B. Schmit, ancien membre du groupe Poco qui remplace Randy Meisner, lui-même un ex-Poco et qui a quitté les Eagles pour une carrière solo. 
C'est le dernier album studio du groupe avant leur séparation en 1994 avec le disque live Hell Freezes Over.

## Contexte de création
Dans la discographie des Eagles, The Long Run fait suite à l'album Hotel California, lancé en 1976 et dont le succès fut spectaculaire, propulsé par une chanson-titre qui devient rapidement un classique. L'album est suivi d'une tournée durant laquelle le bassiste  Randy Meisner, membre fondateur du groupe, quitte le groupe et est remplacé par Timothy B. Schmit.
De retour en studio, le groupe doit composer avec la pression d'égaler le succès de Hotel California.  La production de The Long Run s'avère difficile.  Les relations entre les membres du groupe se détériorent.  Dix-huit mois seront nécessaires pour compléter l'album. Don Henley et Glenn Frey terminent les sessions d'enregistrements en mauvais termes.  

## Accueil
L'album est lancé en septembre 1979.  Il se vend bien, surtout aux États-Unis, et donne lieu à trois singles à succès : Heartache Tonight, The Long Run et I Can't Tell You Why.  On retrouve cette dernière chanson dans la trame sonore du film L'Usure du temps d'Alan Parker. Par ailleurs, Heartache Tonight permet au groupe de recevoir un Grammy dans la catégorie performance vocale rock.

## Fiche technique

### Liste des chansons
| 1. | The Long Run         | Don Henley, Glenn Frey                    | Don Henley               | 4:56 |
| 2. | I Can't Tell You Why | Timothy B. Schmit, Don Henley, Glenn Frey | Timothy B Schmit         |      |
| 3. | In the City          | Joe Walsh, Barry De Vorzon                | Joe Walsh                | 3:46 |
| 4. | The Disco Strangler  | Don Felder, Don Henley, Glenn Frey        | Don Henley               | 2:46 |
| 5. | King of Hollywood    | Don Henley, Glenn Frey                    | Don Henley et Glenn Frey | 6:28 |

| 6.  | Heartache Tonight               | Don Henley, Glenn Frey, Bob Seger, J.D. Souther | Glenn Frey | 4:27 |
| 7.  | Those Shoes                     | Don Felder, Don Henley, Glenn Frey              | Don Henley | 4:57 |
| 8.  | Teenage Jail                    | Don Henley, Glenn Frey, J.D. Souther            | Don Henley | 3:44 |
| 9.  | The Greeks Don't Want No Freaks | Don Henley, Glenn Frey                          | Don Henley | 2:21 |
| 10. | The Sad Café                    | Don Henley, Glenn Frey, Joe Walsh, J.D. Souther | Don Henley | 5:35 |

### Musiciens
- Glenn Frey : guitares, claviers, chant.
- Joe Walsh : guitares, TalkBox, claviers chant.
- Don Felder : guitares, orgue, chœurs.
- Timothy B. Schmit : basse, chant.
- Don Henley : batterie, percussions, chant.

Musiciens additionnels
- Jimmy Buffett : chœurs sur The Greeks Don't Want No Freaks
- The Monstertones : chœurs
- David Sanborn : saxophone alto sur The sad café
- Bob Seger : chœurs sur Heartache tonight - non crédité
- Joe Vitale : congas sur In The City